# Marta Luísa da Noruega
Marta Luísa da Noruega (em norueguês: Märtha Louise; Oslo, 22 de setembro de 1971) é a única filha do rei Haroldo V da Noruega e da rainha Sônia. Ela é a quarta na linha de sucessão ao trono norueguês, depois de seu irmão, o príncipe herdeiro Haakon, e de seus sobrinhos, a princesa Ingrid Alexandra e o príncipe Sverre Magno. Ela também é a 65.° na linha de sucessão ao trono britânico, por ser uma descendente do Rei Eduardo VII do Reino Unido.
Até a constituição norueguesa ser emendada, em 1990, a sucessão do trono norueguês era efetuada apenas pela linha masculina. Assim, o irmão da princesa, o príncipe Haakon, embora seja dois anos mais novo, é designado como herdeiro do trono.
É casada desde agosto de 2024 com o estadunidense Durek Verret e tem três filhas de seu primeiro casamento. 

## Nascimento e batismo
Marta Luísa nasceu no Hospital Nacional, em Oslo. Ela foi nomeada a partir de sua avó paterna, a princesa Marta da Suécia, e de sua trisavó, a rainha Luísa da Suécia, a filha de Carlos XV da Suécia e mãe de Haakon VII da Noruega.
Seus padrinhos foram: o rei Olavo V, a princesa Margareta da Suécia, o conde Flemming af Rosenborg, a princesa Ragnhild da Noruega, Dagny Haraldsen (sua avó materna), Haakon Haraldsen, Nils Jørgen Astrup e Ilmi Ridderv.

## Educação
Marta fez o Ensino Primário na escola Smestad de Oslo e o Ensino Médio no Kristelig Gymnasium, com ênfase em línguas, também em Oslo. Na primavera de 1990, ela se mudou para a Inglaterra onde fez um curso na Waterstock House Training Centre. Também neste país estudou Literatura na Univerisidade Oxford. Em 1992, começou a estudar na Bjørknes Privatskole em Oslo e mais tarde estudou Fisioterapia na Oslo University College, tendo depois feito uma com especialização em Mastrique, nos Países Baixos.
Como outras atividades, praticou hipismo, tendo feito parte da Seleção de Equitação Hípica Nacional.

## Funções oficiais
Segundo seu perfil no site da Casa Real, ela atende compromissos como representante da família real em áreas ligadas a pessoas com defiência. Ela também é ativa em diversas patronagens, na sua fundação, a Princess Märtha Louise's Fund, e na Vi Foundation (Stiftelsen Vi).
Em novembro de 2022 a princesa renunciou aos seus deveres de monarca e deixará de representar a Casa Real. O rei decidiu que a princesa vai manter o seu título, mas a princesa Martha Louise e o seu noivo, Durek Verrett, não vão utilizar o título nas suas atividades empresariais.
A decisão foi tomada após Martha Louise ter ficado noiva do xamã americano Durek Verrett.

## Vida profissional

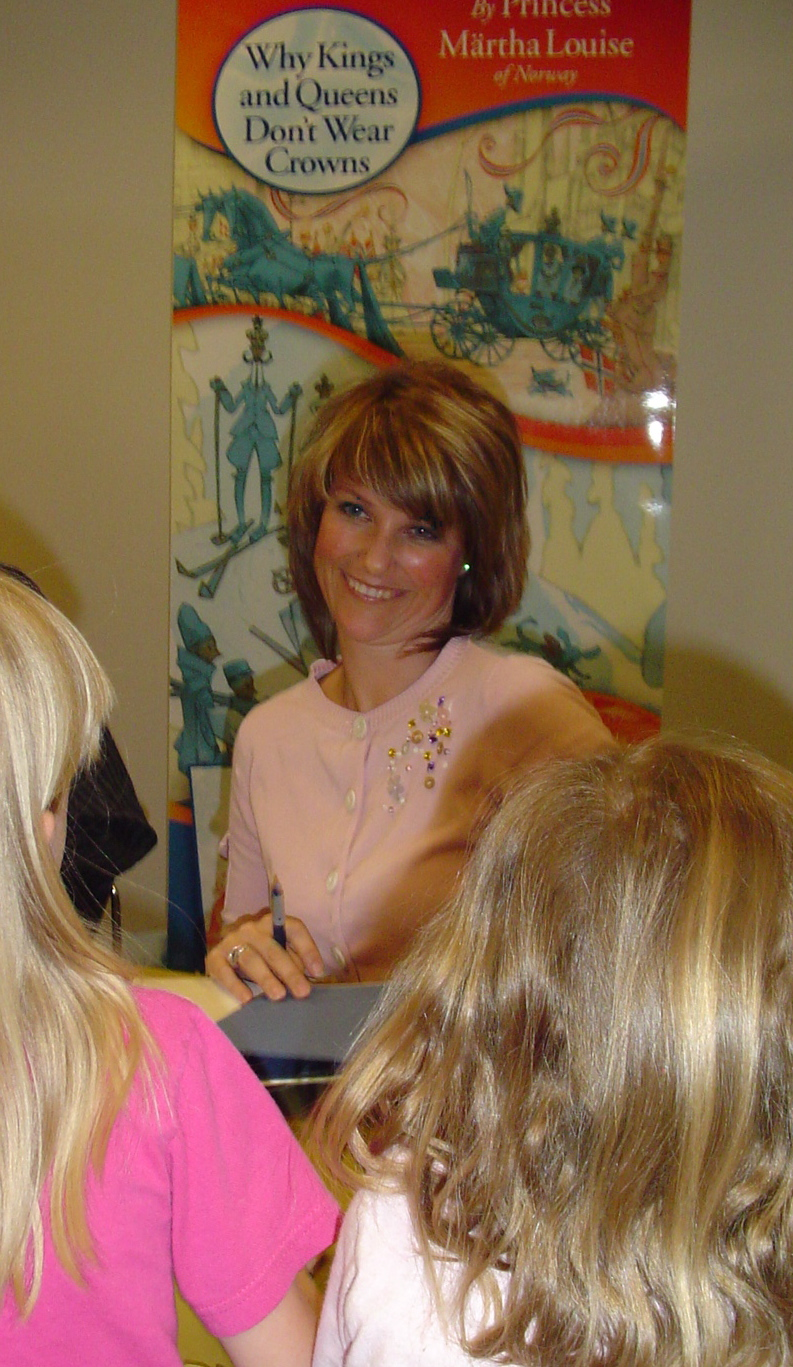
Marta Luísa durante a assinatura de seu livro, Why Kings and Queens Don't Wear Crowns

Como fisioterapeuta, praticou brevemente sua profissão, mas escolheu posteriormente estabelecer seu próprio negócio comercial de entretenimento, fazendo representações públicas e televisionadas, recitando contos folclóricos e cantando com grupos corais noruegueses bem conhecidos.
A 1 de janeiro de 2002 Marta começou a trabalhar com mais liberdade em seu negócio, afastando-se um pouco de seu papel constitucional como princesa. Ela está pagando imposto de renda, e o rei, depois de consultá-la, decretou a remoção do prefixo Sua Alteza Real antes de seu nome. No exterior, porém, ela é estilizada Sua Alteza.
Desde 18 de janeiro de 2006, Marta Luísa não é patrona de nenhum grupo cultural. Atualmente, ela retém apenas seis papéis de patrocínio em grupos relacionados com saúde, como fundações para cegos, surdos e para aqueles com epilepsia.

Em 2004, Marta Luísa lançou um livro infantil, intitulado Why Kings and Queens Don't Wear Crowns.

### Centro de Educação Astarte e escândalo
Em junho de 2007, Marta Luísa e sua então companheira de negócios Elisabeth Nordeng, anunciaram a abertura de um centro de terapia alternativa, o Centro de Educação Astarte (Astarte Inspiration). Na época, a princesa alegou que tinha poderes psíquicos e que podia ensinar as pessoas a se comunicarem com anjos. Ela disse também que os estudantes de seu centro iriam aprender "como criar milagres" em suas vidas e a conduzir os poderes de seus anjos, os quais ela descreveu como "forças que nos cercam e que são a fonte e a ajuda em todos os aspectos de nossas vidas". Segundo a BBC, "o Palácio Real afirmou que não tem ligações oficiais com os planos de um centro de terapia alternativa da princesa". O curso de três meses custava 20 mil coroas suecas (cerca de 9 mil reais em valores de janeiro de 2020).
Consequentemente, o Bergens Tidende, o quarto maior jornal da Noruega, exigiu que a princesa renunciasse ao seu título. Outras pessoas sugeriram que ela fosse excomungada da Igreja da Noruega, tendo o pastor norueguês Jan Hanvold a acusado de blasfêmia e disse que ela era uma "emissária do inferno".
Em 11 de agosto de 2007, a princesa defendeu seu centro na NRK.
A parceria com Nordeng terminou em 2019, quando Marta resolveu fechar a "Escola dos Anjos" após alguns anos sofrendo baixa nos lucros. Segundo a Nettavisen, o centro havia movimentado um total de 25 milhões de coroas norueguesas (cerca de 12 milhões de reais em valores de janeiro de 2020).

## Vida pessoal

### Casamento e filhos
Em 24 de maio de 2002, Marta Luísa casou-se com o escritor Ari Behn, na Catedral de Nidaros, em Trondheim. A união dos dois foi muito criticada, visto que Behn, que faleceu em 2019, era um plebeu. O casal teve três filhas e chegou a morar em Londres em 2015, com Marta dizendo que estava se mudando por estar cansada de sofrer preconceitos.
- Maud Behn, nascida a 29 de abril de 2003 (21 anos)
- Leia Behn, nascida a 8 de abril de 2005 (19 anos)
- Emma Behn, nascida a 29 de setembro de 2008 (16 anos)

### Divórcio
Em agosto de 2016, a casa real da Noruega anunciou que a princesa se divorciava de seu marido após 14 anos de casamento. 

### Relacionamento com Durek Verret
Em maio de 2019, a imprensa noticiou que a princesa estava se relacionando com um xamã americano, chamado Durek Verret. A revista Caras escreveu que ele era um "curandeiro espiritual" e que entre seus clientes estavam a atriz Gwyneth Paltrow. "A princesa é conhecida por quebrar o protocolo e a etiqueta a que a realeza está obrigada, sem se importar com a opinião pública", escreveu a Caras também.   
Novamente, a exemplo de seu anterior relacionamento, também este provocou muita polêmica, principalmente após o casal lançar um ciclo de palestras chamado "A princesa e o xamã" e após Durek dizer que poderia curar câncer e retardar o envelhecimento, tanto que a imprensa noruega chegou a pedir a renúncia de Marta a seu título real. Um novo escândalo surgiu em junho, quando se descobriu que Durek era bissexual, tendo seu ex-namorado falado para a imprensa que não tinha nada de agradável a dizer sobre Durek, mas que lhe desejava o melhor. A polêmica foi tanta que em agosto de 2019 a casa real Noruega anunciou oficialmente que a princesa deixaria de usar seu título em seus trabalhos privados.
No Natal de 2019, Durek fez sua primeira aparição pública ao lado da família real, atendendo ao culto natalino na Capela Holmenkollen.
Em maio de 2019, a princesa anunciou que estava em um relacionamento com um cidadão americano, um xamã autointitulado chamado Durek Verrett, (nascido em 17 de novembro de 1974). Ele enfrentou fortes críticas na Noruega e foi caracterizado pela mídia norueguesa e outros críticos como um vigarista. Juntos, Märtha Louise e Verrett organizaram seminários intitulados "A Princesa e o Xamã", que também foram amplamente criticados, Especificamente, a dupla sugeriu que o câncer é uma questão de escolha. Os dois venderam medalhões online, supostamente para afastar a Covid-19, sem nenhuma evidência científica para apoiar tais alegações. 
Em junho de 2022, a princesa anunciou que ela e Verrett estavam noivos. Eles se casaram em 31 de Agosto de 2024 em Geiranger, Noruega.